# إدي وايت (مخرج)
إدي وايت (بالإنجليزية: Eddie White)‏ هو مخرج أسترالي، ولد في 9 أكتوبر 1981.